# 모스 하트
모스 하트(Moss Hart, 1904년 10월 24일 ∼ 1961년 12월 20일)는 1930년대에 브로드웨이에서 가장 성공한 작가의 하나이다. 조지 코프먼과 함께 희곡 9편을 합작했다. 그중에서도 ≪빈으로 가는 인생≫(1936)은 퓰리처상을 수상했고, 이 작품 외에도 ≪만찬에 온 사나이(The Man Who Came to Dinner)≫(1939)가 영화화해 큰 성공을 거뒀다. 1941년 이후에는 함께 극을 쓰지 않았지만 두 사람은 죽을 때까지 친한 친구로 지냈고 1961년에 몇 달 차이를 두고 사망했다.
모스 하트는 뉴욕에서 시가 제조상인 바넷 하트의 아들로 태어났다. 17세에 그는 어거스터스 피투(Augustus Pitou)가 운영하는 극단 사무실에서 일하면서 습작을 시작했다. 그는 유진 오닐와 조지 버나드 쇼 같은 작가가 되고 싶어 했지만 자기 재능이 가벼운 코미디에 있는 것을 발견했다. 당시 이미 유명한 극작가이자 시나리오 작가로 명성을 날리고 있던 코프먼을 보고 그와 같은 작품을 쓰기 시작한 하트는 드디어 코프먼과 합작으로 ≪평생에 한 번(Once in a Lifetime)≫을 발표했고 이 작품은 대성공을 거두었다. 그 뒤 코프먼뿐만 아니라 어빙 벌린(Irving Berlin)이나 콜 포터(Cole Porter) 같은 사람과 뮤지컬로도 성공을 거두었다. 그러나 코프먼과 합작이 가져온 정신적인 스트레스는 그를 늘 불행하게 만들었다. 결국 정신과 의사의 충고를 받아들여 코프먼과 결별하고 독자적으로 작품 활동을 시작했다. 혼자서 쓴 첫 작품인 ≪어둠 속의 숙녀(Lady in the Dark)≫는 성공을 거두었지만 그 뒤에 쓴 작품들은 크게 성공하지 못했다. 2차 대전 후에는 시나리오 작업에도 손을 대어 ＜신사협정(Gentlemen´s Agreement)＞, ＜스타 탄생(A Star Is Born)＞ 같은 유명한 영화 시나리오를 썼다. 1961년에 심장마비로 사망했다.